# Apache Software Foundation
Apache Software Foundation (ASF) – organizacja typu non-profit mająca na celu wspieranie projektów Apache typu Open Source, łącznie z serwerem HTTP Apache. Fundacja została stworzona w Stanach Zjednoczonych (stan Delaware) w czerwcu 1999 roku z przekształcenia Apache Group.
Apache Software Foundation jest zdecentralizowaną społecznością programistów pracującą nad projektami otwartymi. Zarządzanie fundacją jest nadzorowane przez grupę osób wybieranych przez członków ASF (ang. ASF members). Grupa zarządzająca wybiera osobę, reprezentanta, która wspiera merytorycznie (głównie pod kątem spraw związanych z regulacjami prawnymi) rozwój społeczności zgodnie z zasadami zwanymi Apache Way.
W 2011 roku Oracle przekazało kod źródłowy pakietu biurowego OpenOffice.org i wszystkie inne materiały do dyspozycji Apache Software Foundation.